# Хустведт, Сири
Сири Хустведт (Siri Hustvedt; род. 19 февраля 1955, Нортфилд, Миннесота) — американская писательница-романист, эссеист и поэт. Доктор философии (1986), является специалистом по нейронаукам и психоанализу. Лауреат премии принцессы Астурийской по литературе (2019). Автор международных бестселлеров «What I Loved» и «The Summer Without Men». Переводилась на более чем 30 языков.

## Биография
Родилась в семье выходцев из Норвегии, есть три младших сестры. Росла в родном городке. В 1959 году, с матерью и сестрой, впервые посетила Норвегию. Уже в детстве решила стать писателем, в школьные годы писала стихи и рассказы.
Окончила St. Olaf College (бакалавр истории, 1977), где преподавал её отец.
В 1980 году он стал кавалером I класса ордена Святого Олафа (в 2004 году он умер).
В 1986 году в Колумбийском университете получила степень доктора философии по английской литературе — с работой по Чарльзу Диккенсу. А опубликовалась впервые в The Paris Review в 1981 году — с поэмой. В 1982 году вышел сборник её стихов Reading to You. В 1992 году вышел её первый роман The Blindfold. А её третья книга, What I Loved (2003), принесла ей международное признание.
Автор работ в журналах Contemporary Psychoanalysis, Seizure: European Journal of Epilepsy, Neuropsychoanalysis, Clinical Neurophysiology.
Среди её отличий Quebec Booksellers Award (2004) и Gabarron International Prize for Thought and Humanities (2012).
Удостоилась почётной степени от Университета имени Стендаля (Гренобль, 2015), почётный доктор Майнцского университета имени Иоганна Гутенберга.
В 1981 году она познакомилась с Полом Остером (лауреатом премии принцессы Астурийской по литературе 2006 года), а уже на следующий год они поженились. У писателей есть дочь Sophie Auster (род. 1987).